# Ремі Ґард
Ремі Ґард (фр. Rémi Garde, нар. 3 квітня 1966, Л'Арбрель) — колишній французький футболіст, що грав на позиції захисника. По завершенні ігрової кар'єри — тренер. З 2 листопада 2015 по 29 березня 2016 року очолював тренерський штаб англійського клубу «Астон Вілла».
Значну частину своєї футбольної кар'єри присвятив «Ліону», у складі якого виступав з 1984 по 1993 рік, а з 2003 до 2014 років працював у структурі цього клубу. Крім того провів 6 матчів за національну збірну Франції, разом з якою був учасником Євро-1992.

## Клубна кар'єра
У дорослому футболі дебютував 1984 року виступами за «Ліон». За підсумками сезону 1988/89 Ґард у складі «Ліона» пробився в Дивізіон 1 і в наступному сезоні дебютував в найсильнішому дивізіоні Франції. Всього в Ліоні провів дев'ять сезонів, взявши участь у 145 матчах чемпіонату.
Протягом 1993–1996 років захищав кольори «Страсбура» у Дивізіоні 1, з яким 1995 року став володарем Кубка Інтертото.
Завершив професійну ігрову кар'єру у лондонському «Арсеналі», за який виступав протягом 1996–1999 років, вигравши 1998 року у складі «канонірів» чемпіонат, Кубок та Суперкубок Англії.

## Виступи за збірну
21 січня 1990 року дебютував в офіційних матчах у складі національної збірної Франції в товариському матчі зі збірною Кувейту, який завершився перемогою європейців з рахунком 1:0, а Ремі провів на полі увесь матч. 
Протягом кар'єри у національній команді, яка тривала усього 3 роки, провів у формі головної команди країни 6 матчів, у тому числі один матч в рамках відбіркового турніру до чемпіонату Європи 1992 проти збірної Іспанії. Був присутній у заявці збірної на чемпіонат Європи 1992 у Швеції, але жодного матчу на турнірі не зіграв.

## Кар'єра тренера
З 2003 року Ремі Ґард працював на різних посадах в «Ліоні». Він входив до тренерського штабу команди при Полі Ле Гуені, а з 2010 по 2011 роки очолював центр підготовки клубу . 
У червні 2011 року Ґард змінив Клода Пюеля на посту головного тренера «Ліона» і у першому ж сезоні привів команду до перемогу в Кубку та СуперкубкуФранції
Ремі Ґард був тренером англійського футбольного клубу «Астон Вілла», він замінив на цій посаді Тіма Шервуда. Впродовж 5 місяців, коли Ремі Ґард був головним тренером клубу, його команда посідала останнє місце в англійській Прем'єр-Лізі, здобувши лише 2 перемоги у 20 матчах, програвши 6 останніх ігор поспіль. Після чого Ремі Ґарда було знято з посади.

## Титули і досягнення

### Як гравця
- Володар Кубка Інтертото: 1995
- чемпіон Англії: 1997-98
- Володар кубка Англії: 1997-98
- Володар Суперкубка Англії: 1998

### Як тренера
- Володар Кубка Франції: 2011-12
- Володар Суперкубка Франції: 2012